# Aboubakri II
Pour les articles homonymes, voir Bakari.
Aboubakri II (Aboubakari ou Abubakar II ou Bakari II, surnommé l'« empereur explorateur ») serait un empereur du Mali qui aurait régné de 1310 à 1312. Dans la tradition des souverains navigateurs, il serait parti vers l'ouest jusqu'à la côte de l'océan Atlantique, d'où il aurait lancé deux expéditions maritimes pour aller voir « ce qu'il y avait de l'autre côté de la grande mare ». Ayant pris la tête de la seconde, il n’en serait jamais revenu. Quelques auteurs soutiennent qu'il serait arrivé en Amérique avant Christophe Colomb. 
Cette théorie de la traversée mandén, ou mandénka précolombienne, a particulièrement retenu l’attention d'historiens africains. Néanmoins, elle demeure controversée en raison de l'absence totale d'éléments matériels pour l'étayer, ainsi que de la supposée impossibilité technologique pour les Africains de l'époque de traverser l’océan Atlantique.

## L’empereur navigateur
La source de cette histoire se trouve dans l’encyclopédie Masalik Al-Absar de Shihab al-Din al-Umari (1300-1349), historien d’origine syrienne actif en Égypte. Ce dernier avait 24 ans quand l’empereur mandénka Mansa Musa défraya la chronique égyptienne par sa richesse en or à l’occasion de son pèlerinage à la Mecque en 1324.
Selon Al-Umari, au gouverneur du Caire qui lui demande comment il a obtenu son trône, Musa Ibn Amīr Hājib répond qu’il a tout d’abord assuré la régence de l’empire lorsque son prédécesseur est parti vers l’océan Atlantique. Ce dernier, persuadé qu’il était possible d’atteindre l’extrémité de la mer, aurait préparé plusieurs années durant une flotte de 200 navires qu’il aurait envoyée vers l’ouest, avec ordre de ne pas revenir sans résultat, ou tout du moins pas avant l’épuisement complet des vivres. Longtemps après, un seul bateau revint. Selon le capitaine, la flotte avait rencontré une sorte de puissante rivière au milieu de l’océan, et tous les navires à l’exception du sien avaient été engloutis dans les tourbillons. L’empereur décida alors de prendre lui-même la tête d’une expédition de 3 000 bâtiments dont il ne revint jamais. Néanmoins, l’empereur voyageur n’est pas nommé, et le témoignage de Mansa Musa est sujet à caution : interrogé par Fakhr ad-Dīn sur l’origine de l’or malien, il aurait en effet répondu qu’il sortait de terre sous forme d’anneaux et poussait comme les légumes.

## Identité incertaine
L’identification du souverain navigateur à un empereur nommé Aboubakri II repose surtout sur une chronologie des empereurs du Mali établie par l’africaniste Maurice Delafosse (1870-1926) d’après des sources écrites, sans l’aide de la tradition orale et selon une lecture erronée des sources arabes due à une erreur de traduction. C’est lui qui fixe ses dates de règne à 1310-1312. Abou Bakr (Aboubakri), mentionné par Ibn Khaldoun comme l’ascendant de Mansa Musa, lui semble le meilleur candidat pour combler l’intervalle de deux ans qui apparait dans sa liste entre les règnes de Mansa Mohammed et de Mansa Musa. Néanmoins, Ibn Khaldoun dit en fait qu’après Muhammad bin Qu, descendant de Soundiata Keïta, le pouvoir passa à Mansa Musa, issu d’Abou Bakr, frère de Soundiata. Aboubakri ne serait donc ni le père ni le prédécesseur de Mansa Musa et n’aurait pas régné. La liste de Delafosse fut généralement reprise, malgré les doutes de certains comme Charles Monteil (1871-1949), qui fait remarquer en 1929 qu’Abubakri II n’apparait dans aucune tradition orale mandingue.
Dans Les masques et la mosquée. L’empire du Mâli (XIIIe–XIVe siècle), 2022, éditions du CNRS, François-Xavier Fauvelle ré-explore les filiations au sein de l'empire du Mali. Concernant la relation entre Abu Bakr II (Abubakri II) et Mansa Mûsâ, Fauvelle, examinant les généalogies et les légitimités dynastiques, propose que Mansa Mûsâ serait issu d'Abû Bakr, frère de Soundjata Keïta, fondateur de l'empire du Mali, mais cette filiation ne signifie pas nécessairement qu'Abû Bakr ait régné ou ait été le prédécesseur immédiat de Mansa Mûsâ. Cette hypothèse remet en question certaines interprétations antérieures basées sur des traductions erronées des textes d'Ibn Khaldun.
Cependant, certains croient en la possibilité de son existence. L’historien guyanien Ivan Van Sertima de l’université Rutgers a tenté en 1976 de retracer son voyage, de même que l'historien sénégalais Pathé Diagne dans Bakari II (1312) et Christophe Colomb (1492) : A la rencontre de Tarana ou l'Amerique (1992).
L’historien guinéen Djibril Tamsir Niane a proposé que le nom d’Aboubakri n’apparaissait pas dans la tradition orale parce que les griots traditionalistes préféraient utiliser des noms préislamiques, compliquant ainsi le travail des historiens. L’écrivain malien Gaoussou Diawara pense qu’Aboubakri II a pu être volontairement ignoré par les griots désapprouvant son entreprise. Cette sorte de censure est attestée ailleurs dans la tradition malienne. Il a composé en 1992 une pièce de théâtre dont Aboubakri est le héros, rédigé en 1999 sa biographie, et inspiré des griots modernes comme Sadio Diabaté à chanter ses exploits.

## Interprétation parabolique
Selon certains, l’histoire d’Aboubakri II serait une parabole mettant en valeur Mansa Musa, le parfait souverain musulman, par contraste avec un prédécesseur qui aurait gaspillé les ressources de son royaume et perdu la vie dans une vaine entreprise. Cette allégorie est également une hypothèse partagée par François-Xavier Fauvelle. 